# Aéroport de Fort McMurray
L'aéroport international de Fort McMurray (code IATA : YMM • code OACI : CYMM) est situé à 13 km au sud-est de Fort McMurray, Alberta, Canada. YMM est le plus grand aéroport du nord de l'Alberta.

## Histoire
L'aéroport a connu une augmentation significative des passagers au cours des 10 dernières années en raison de l'intense développement des Sables bitumineux de l'Athabasca. En 2014, YMM a connu un trafic de 1 308 416 passagers, qui le classe au 15e aéroport le plus fréquenté au Canada. En conséquence, un nouveau terminal a été ouvert en 2014, qui peut accueillir 1,5 million de passagers par an.

## Statistiques
Pour des raisons techniques, il est temporairement impossible d'afficher le graphique qui aurait dû être présenté ici.

Voir la requête brute et les sources sur Wikidata.

## Compagnies aériennes et destinations
| Compagnies         | Destinations      |
| ------------------ | ----------------- |
| Air Canada         | Toronto (Pearson) |
| Air Canada Express | Calgary           |
| McMurray Aviation  | Fort Chipewyan    |
| WestJet            | Calgary           |
| WestJet Encore     | Calgary, Edmonton |

Édité le 12/04/2025